# El tesoro de Pietroasa

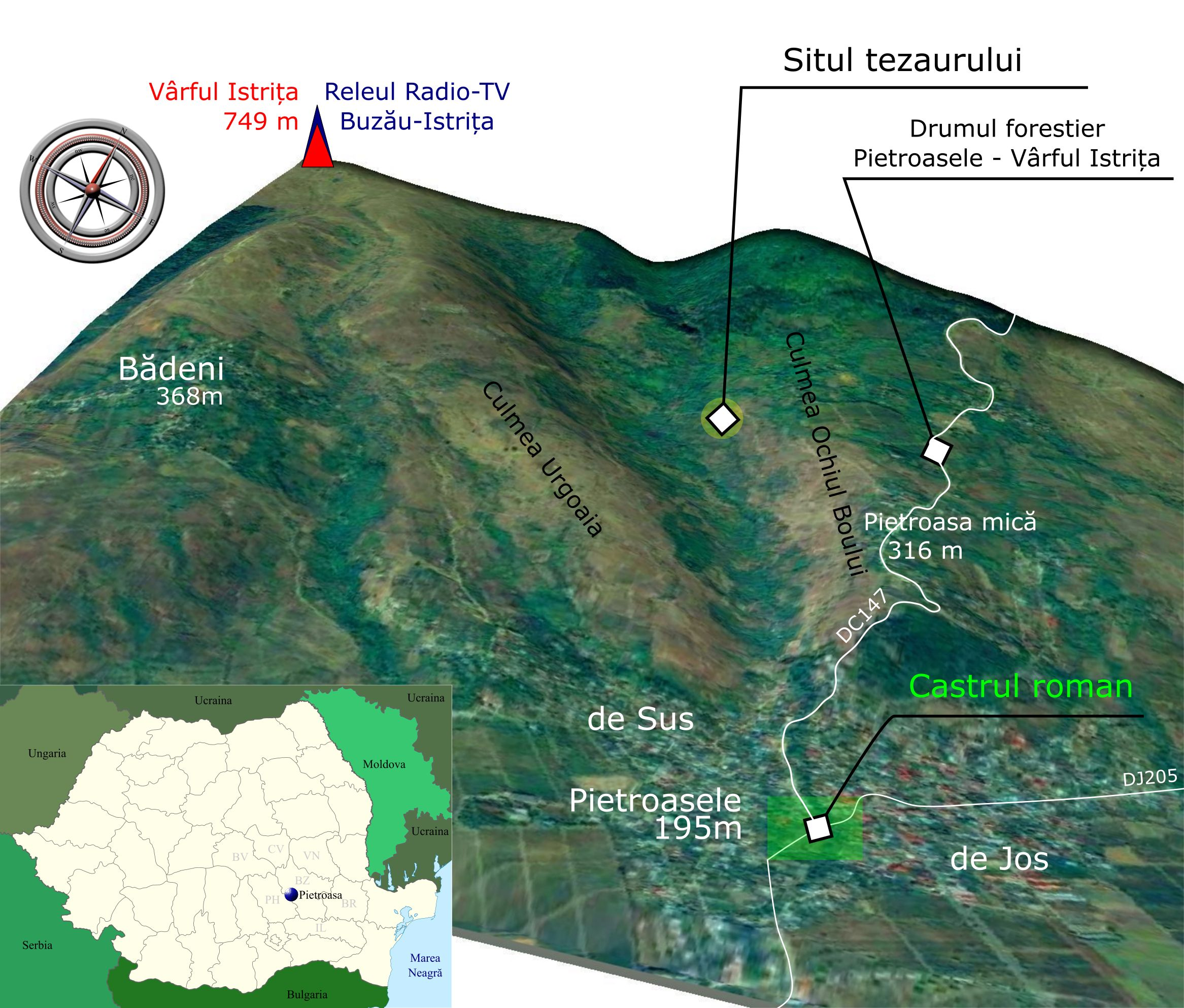
Lugar en el Valle de Pietroasele donde se encontró el tesoro.

El Tesoro de Pietroasele (o Tesoro de Petrossa) encontrado en Pietroasele, Buzău, Rumania, en 1837, es un tesoro gótico de finales del siglo IV. Se encuentra actualmente en el Museo Nacional de Historia de Rumanía, en Bucarest y es uno de los ejemplos más famosos de Arte germánico.
Los objetos que componen el tesoro se dividen en dos categorías: adornos y vasijas.De las veintidós piezas, sólo se conservan doce: una gran fíbula con cabeza de águila y tres más pequeñas con incrustaciones de piedras semipreciosas; una pátera, o plato de sacrificio redondo, modelado con figuras órficas que rodean a una diosa tridimensional sentada en el centro; una copa de doce lados, un anillo con una inscripción rúnica gótica, una gran bandeja, otros dos collares y un cántaro.
Desde la Antigüedad los textos y objetos encontrados atestiguan que la vajilla ceremonial era un accesorio obligatorio de las mesas festivas.Gracias a su uso en ceremonias religiosas y banquetes, además de un valor decorativo, también tenían uno simbólico, ya que la mayoría de las veces se los percibía como signos de estatus social y riqueza.
El nombre popular bajo el cual es conocido el tesoro de Pietroasa, "La gallina con polluelos", fue inspirado por las formas estilizadas de ave que tenían las fibulas. Así, la fibula grande habría sido "la gallina" y las otras cuatro fibulas, dos medianas y dos más pequeñas -de las cuales una se perdió inmediatamente después del descubrimiento- habrían sido "los polluelos".
Desde su descubrimiento, el tesoro ha sido objeto de extensas acciones de destrucción, mutilación y compactación de las partes que lo componen, muchas de las cuales fueron destruidas y cortadas con un hacha por Anastase Arănautul, hecho que provocó la dislocación de las piedras preciosas y la pérdida de varias de ellas. 
Otro incidente similar fue el robo en 1875 del Museo de Antigüedades situado en la Universidad de Bucarest, donde el principal protagonista fue Dumitru Pantazescu-Popescu, original de la ciudad de Titu. Como resultado, el collar con la inscripción fue cortado en al menos cuatro pedazos por el platero Costache Constantinescu de Bucarest, y los caracteres rúnicos inscritos resultaron dañados hasta el punto de ser indescifrables. Afortunadamente, la Sociedad Arundel tomó fotografías detalladas del collar en Londres algún tiempo antes del robo, de modo que hoy los caracteres pueden reconstruirse con relativo grado de precisión.
También se produjeron daños en el incendio de 1884 en el Museo de Antigüedades. Después del incendio, el rey Carol I de Rumania decidió restaurar completamente el tesoro en Berlín. El maestro joyero fue Paul Telge. Se hicieron posteriormente copias en la técnica de galvanoplastia. Los objetos restaurados y sus copias se mantienen en el mismo estado hasta hoy. Para reforzar las estructuras de oro dañadas, Telge añadió plata y bronce, por lo que el tesoro pesa hoy 19 755.33 gramos. 
El tesoro tuvo varias participaciones de prestigio en la Exposición Universal de París de 1867, la Exposición del Museo de South-Kensington de 1868, la Exposición Universal de Viena de 1873 y la Exposición Universal de París de 1900.
En las condiciones de la inminente ocupación de Bucarest por las tropas de las Potencias Centrales, el Gobierno de Rumania decidió que el Tesoro rumano, que incluía el Tesoro de Pietroasele, fuera transportado para su custodia a Moscú, durante la Gran Guerra. 
Todo el Tesoro de Pietroasele fue enviado en diciembre de 1916 a Moscú y fue devuelto íntegramente en 1956, año en el que se organizó una gran exposición de presentación en Bucarest en el Museo de Arte de la República, inaugurada el Día de la República, el 23 de agosto de 1956.

## Antecedentes
Según indican algunas declaraciones de quienes lo encontraron, los campesinos talladores de piedra Ion Lemnaru y su suegro Stan Avram, lo encontraron durante la Pascua de 1837 en las colinas de Istrița, en la localidad de Pietroasele, Buzău, en algún lugar del Valle Urgoaia, ahora conocido como Valle de Pietroasele, debajo del plateau entonces llamado Via Ardelenilor (La vid de los Ardeleni), bajo una pendiente de viñedos, a aproximadamente un kilómetro del centro del pueblo donde se ubicaba el fuerte romano. 
Según se desprende de los interrogatorios realizados en 1838 a quienes descubrieron el tesoro de Pietroasa, resultó que se encontraron 22 objetos, vasijas de oro, joyas y dos anillos con inscripciones. Las autoridades de la época lograron recuperar 12 objetos, que a día de hoy están en el Museo Nacional de Historia de Rumania: el collar elipsoide, el collar con inscripción rúnica, el collar sencillo, cuatro broches, la pátera con figuras mitológicas, dos vasijas poligonales, una vasija enócoe y un plato, con un peso total de 18.7975 kilogramos de oro y numerosas piedras preciosas como granates, almandinas, turmalinas, esmeraldas, cristales de roca, zafiros y cristales de colores.
Cuando fueron descubiertos, los objetos estaban encerrados en una masa negra de origen desconocido, probablemente un material orgánico como la piel o la tela con la que fueron cubiertos antes de ser enterrados.Sólo cinco estaban hechos únicamente de oro: la vasija enócoe, la fuente partida en cuatro, la pátera o sinia, la que tiene una decoración en relieve con una estatuilla sosteniendo una copa en sus manos, el collar con una inscripción con runas góticas y cuello liso. Las otras siete piezas: cuatro broches, dos vasijas poligonales y un collar, estaban decoradas con piedras preciosas. Se cree que los diez objetos perdidos fueron cuatro collares, dos de los cuales tenían piedras preciosas,uno con una inscripción, una pequeña fíbula que se cree que es un par del conservado, una copa similar a la vasija enócoe, una simple pátera sin decoración y dos pulseras con pedrería.
La atribución del tesoro y su datación se realizó analizando los objetos que lo componen, los detalles técnicos y estilísticos presentes en su realización, así como el estudio de algunas fuentes documentales. El punto de partida fue el collar con inscripciones de caracteres rúnicos. 

Las runas del collar sugirieron desde el principio la atribución del tesoro a una raza de origen germánico. Este collar es la pieza más importante del tesoro, ya que es el único que tiene una inscripción. Desafortunadamente, las letras no son obvias y no se pueden descifrar fácilmente. El profesor alemán Rudolf Neumeister, relacionó el tesoro con los acontecimientos importantes ocurridos en el siglo IV en la historia universal. Fue él quien planteó por primera vez la tesis de atribuir el tesoro a Atanarico, el líder de los visigodos, que pasó por los territorios que hoy conforman Rumanía. 
La hipótesis fue retomada por Alexandru Odobescu, la cual trató en la monografía Le Trésor de Pétrossa publicada entre 1889 y 1900.  
Muchos investigadores y especialistas europeos han planteado diversas hipótesis sobre el origen del tesoro, dada la traducción del texto rúnico y el marco estilístico de los objetos que lo componen. Si bien las referencias a fuentes documentales y argumentos arqueológicos indican una datación en el siglo IV d. C., el análisis estilístico de las 12 piezas que han alcanzado la contemporaneidad dice que los estilos individuales de realización de cada objeto se encuentran entre los más diversos. 
Así, los tres collares tienen analogías de objetos descubiertos desde la Edad del Bronce, la pátera tiene su origen en caracteres estilísticos grecorromanos, las cuatro fíbulas del siglo IV, el tálero tiene motivos específicos de la Edad del Bronce e incluso del Neolítico. De la toreutica romana se conocen los anchos listones de las vasijas poligonales que aparecieron en el siglo I d. C. y la forma de la vasija enócoe. 
La cabeza de pájaro de las fíbulas se considera un elemento característico de los pueblos germánicos, ya que estas tribus adoptaron preferentemente este elemento de motivos decorativos zoomorfos de Asia Central e Irán, y es este rasgo estilístico lo que justifica la atribución del tesoro a los pueblos germánicos y sustentaría la datación en el siglo IV. Todas las fíbulas muestran, además de la cabeza de pájaro en forma naturalista, así como la decoración policromada, elementos de una fase intermedia entre los modelos escito - sármatas y los estilos posteriores, cada vez más estilizados a partir del siglo V.  
No es posible fechar con un año exacto la fabricación de cada objeto, y tampoco identificar los talleres de orfebrería que los realizaron, considerando que la zona geográfica sería la comprendida entre el norte del Ponto Euxino y el mundo mediterráneo. Para fijar una fecha, sin embargo, se fechó el tesoro en el año 381 en el que Atanarico llegó a Constantinopla, año además en el que también murió.
Hubo intentos de fechar el tesoro un cuarto de siglo después del 376, ante la hipótesis de atribuirlo al pueblo ostrogodo que había quedado bajo la autoridad de los hunos, pero estos intentos fracasaron frente a los argumentos visigodos. No se pudo demostrar documentalmente ni arqueológicamente que los ostrogodos habrían poblado estas regiones, y no había ninguna razón para que la hipótesis de los ostrogodos prevaleciera. Para la explicación histórica del tesoro no se puede salir del marco del siglo IV. Por lo tanto, sólo se sabe que los visigodos pasaron por las partes de Buzău para poder esconder un tesoro semejante.

## Historia

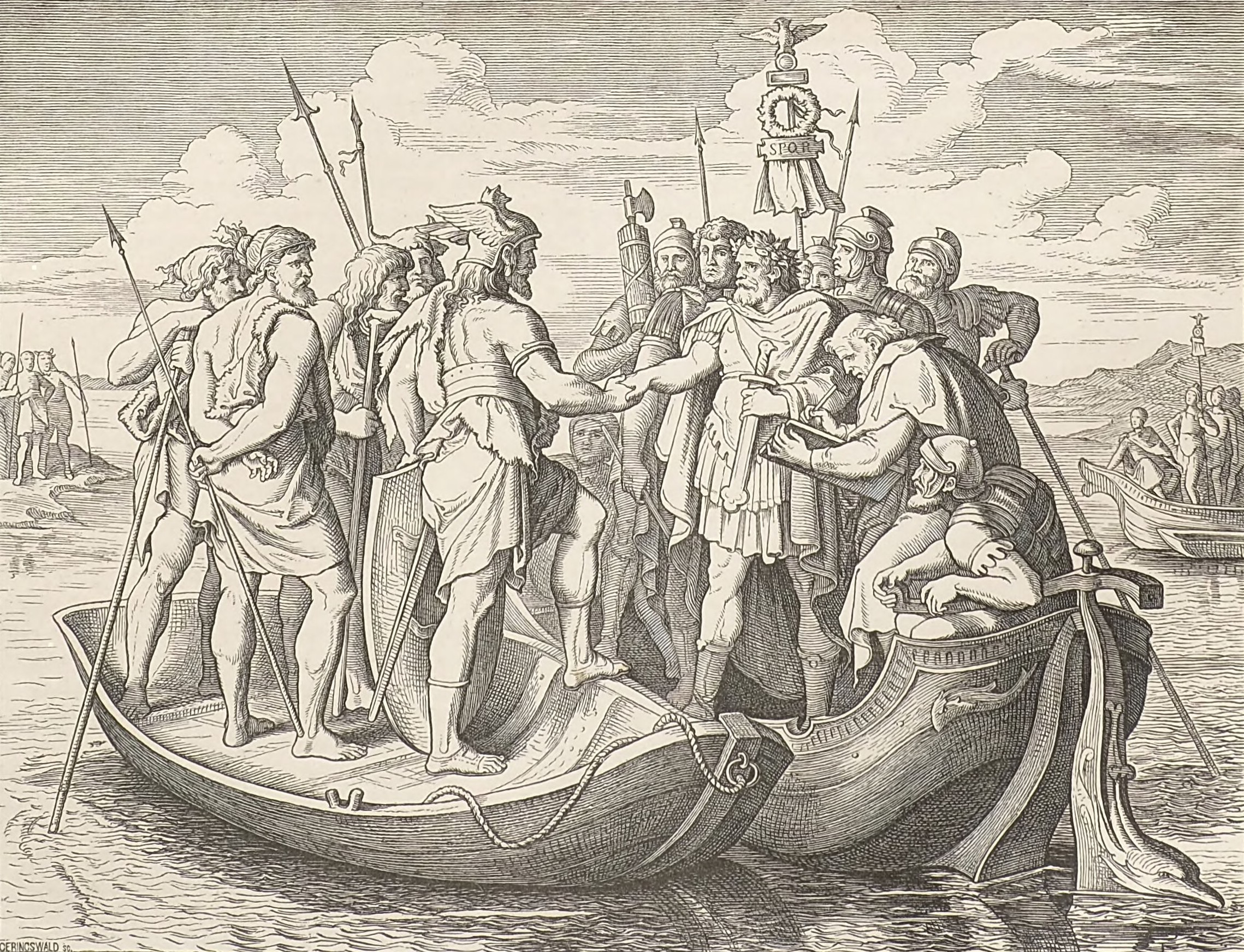
Athanaric y Valens sobre el Danubio o La paz concluida por Athanaric y el emperador Valens - según un dibujo de Eduard Bendemann

Teniendo en cuenta las consideraciones estilísticas de los objetos que lo componen, los historiadores fijaron la procedencia del tesoro en el siglo IV.Es por eso que los especialistas plantearon distintas hipótesis sobre los posibles movimientos y rutas de huida de las poblaciones de origen godo, escapando de la invasión de los hunos en Cárpatos de Curbura en el último cuarto del siglo IV. 
Los godos se dividieron en dos fuerzas políticas diferentes, cada una con territorios delimitados por el curso del río Dniéster, llamado en latín Donastius. La parte desde el este hasta el río Don, a lo largo de las vastas estepas sármatas, estuvo gobernada por los ostrogodos o greutungos, y la parte occidental, al oeste, con preponderancia en las zonas boscosas y montañosas de la actual Moldavia, gobernando la población indígena de raza dacia de los Carpi, fue ocupada por los visigodos o tervingos. 
Según los investigadores, desde Rudolf Neumeister, Alexandru Odobescu hasta la actualidad, el tesoro fue atribuido al rey visigodo Atanarico (Athanarichus). Ambrosio de Milán nombró al visigodo iudex regum (juez de reyes), es decir, jefe de todos los jefes de las tribus visigodas.Los godos fueron derrotados en el siglo IV por el emperador Constantino pero alcanzaron un estado de equilibrio con los romanos y finalmente llegaron a mantener una buena relación.
Los investigadores propusieron un escenario que explicaría la presencia del tesoro en la colina de Istrita. El escenario se basó en algunas menciones realizadas por Amiano Marcelino en su libro titulado Historia romana. Por estos escritos conocemos las migraciones de los godos y el progreso de sus campañas militares.Así, el tesoro fue escondido en Pietroasa como consecuencia del refugio de los visigodos de Atanarico en el Imperio Romano, a más tardar en el año en el que Atanarico habría llegado a Constantinopla, es decir, el año 381. 
El equilibrio formado en los territorios gobernados por visigodos y ostrogodos fue destruido por la invasión de los hunos mongoles llegados de las muy lejanas estepas de Asia Central. En su camino sometieron a todas las poblaciones de Asia occidental hasta el río Don. Más tarde cruzaron el Don, derrotaron a los ostrogodos y en 376 llegaron al Dniéster. Los visigodos de Atanarico no lograron detenerlos en esta frontera y, como resultado, los visigodos consolidaron su posición en la meseta central de Moldavia. Organizaron sus defensas a lo largo de los obstáculos de relieve natural del sur, formando una larga fortificación que los investigadores identificaron con el Muro de Atanarico, ubicada entre Ploscuteni en Siret y Stoicani en Prut. 
El planteamiento defensivo iniciado por los visigodos no tuvo éxito, pues fueron sorprendidos durante las obras de refuerzo de la fortificación por la inesperada aparición de los hunos. Desorganizados, los visigodos abandonaron la meseta de Moldavia y buscaron una fuga hacia el Danubio, en el sur. Llegados al río, se separaron cruzando el Danubio, una parte fue hacia Dobrogea y la otra hacia Tracia. Dos años más tarde, los visigodos de Tracia, liderados por Fritigerno, ganaron la batalla de Adrianópolis, provocando el desastre para el ejército romano y la muerte del emperador Valente. Finalmente se establecieron como federados dentro de las provincias romanas. 
Por otro lado, Atanarico con sus visigodos, no quiso abandonar Dacia y se dirigió a los Cárpatos en lo que Marcelino llamó Caucalandia. La tierra, decía Marcelino, era inaccesible, al estar protegida por montañas altísimas con bosques seculares (ad Caucalandesem locum, altitudine silvarum inaccessum et montium). Aquí se instaló Atanarico tras vencer a los sármatas que ya se encontraban allí, haciéndolos huir. Teniendo en cuenta la información dejada por el historiador romano, los investigadores apreciaron que el terreno se encontraba en algún lugar de la curva de los Cárpatos orientales, respectivamente entre la región de Buzău y Vrancea . El lugar estaba a una distancia aceptable de donde venían los visigodos de Atanarico desde Dobrogea, a través del recodo del Danubio desde Galați, llamado Curva del Gato, y desde el bajo Siret. 

## Atanarico y el tesoro de Pietroasa
Las opiniones de los historiadores convergen en la idea de que Atanarico llevaba su tesoro a todas partes. A raíz de la división de sus tribus a causa de la invasión de los hunos, el rey, instalándose en las tierras de Caucalandia, tenía consigo el tesoro. Al verse obligado a huir a través del Danubio para buscar la protección de Teodosio I, habría decidido ocultar los objetos sagrados para no ser capturado por los hunos o los romanos. Esperaba regresar a las tierras donde vivieron los visigodos durante unos cien años y escondió el tesoro al pie de la colina de Istrita. Los objetos permanecieros ocultos por más de quince siglos ya que él nunca regresó, hasta ser descubierto por los canteros.
La pregunta que se hicieron los historiadores fue ¿por qué Atanarico no escondió el tesoro en un lugar más protegido, en lo profundo del bosque o en la cima de las montañas, donde ciertamente estaba más protegido que en Pietroasa? Ante esta pregunta, la única respuesta es que en aquel momento los visigodos eran dueños de las depresiones subcarpáticas y de las montañas por lo que no quisieron abandonar las posiciones estratégicas que tenían, incluida la zona de Caucalandia. La mayoría de ellos estaban ubicados al borde de las llanuras y como tales dominaban las principales vías de comunicación y las principales regiones agrícolas, las más productivas. Por eso se instaló en Pietroasa, porque siempre estuvo dispuesto a defenderla. La importancia de Pietroasa no es algo que deba pasarse por alto, la prueba viviente es el hecho de que los romanos acamparon aquí. 
Los historiadores se han preguntado si los visigodos, al igual que sus predecesores, los sármatas, no utilizaron las ruinas del fuerte romano como principal asentamiento de las tierras del Caucalandia. De ser así, el hecho de que el tesoro estuviera enterrado en una ladera de la colina de Istrita, a sólo un kilómetro del castillo, parecería normal. Esta situación también tenía la ventaja de estar disponible en caso de fuerza mayor. 

## La ubicación geográfica del yacimiento arqueológico

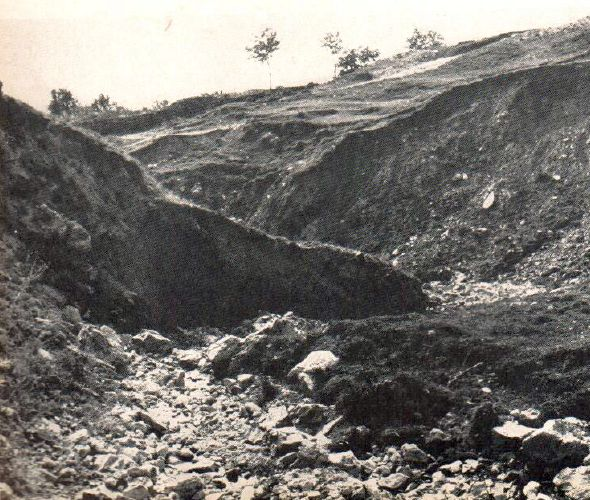
El Valle de Pietroasa

El pueblo de Pietroasa está situado a 20km al oeste de la ciudad de Buzău, 18km al este de la ciudad de Mizil, al pie de la colina Istrița.La carretera nacional Ploiești - Buzău DN1B y el ferrocarril pasan por el sur del pueblo a una distancia de unos tres kilómetros. La estación CFR más cercana es la estación Ulmeni. Precisamente en esta región del pueblo de Pietroasa, las montañas de los Cárpatos orientales, orientadas de norte a sur, giran hacia el oeste y la llanura se extiende hasta debajo de la colina, a menudo llamada la montaña Istrita, cuyo pico más alto alcanza una altitud de 750 m. Las laderas del cerro descienden en suaves pendientes hacia la meseta hasta cerca del pueblo. 
Desde debajo de la colina brota el pequeño arroyo Urgoaia, también llamado Pietroasa, que discurre por un estrecho valle y finalmente cruza el pueblo. En las márgenes de este arroyo existen importantes yacimientos de piedra calcárea de fácil acceso para su explotación.

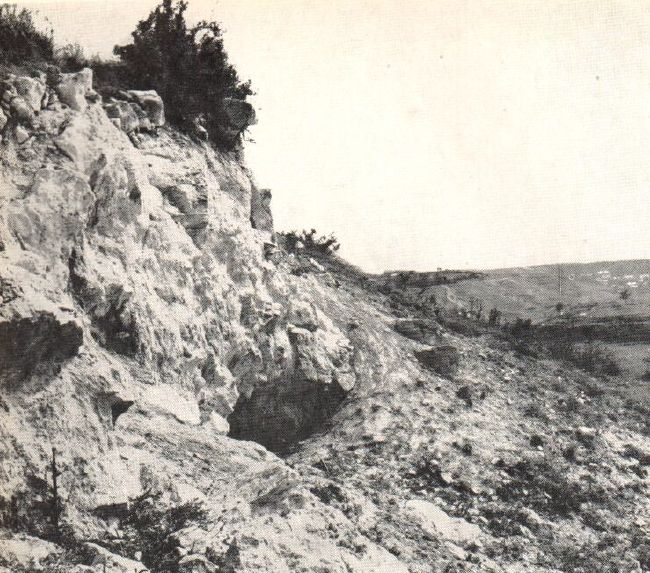
Paredes de roca en el valle

Hacia 1850, la parte del pueblo al este del arroyo de Urgoaia se llamaba Pietroasa de Jos, y la parte occidental Pietroasa de Sus. Ambos pueblos formaban parte del condado de Săcuieni y más tarde del condado de Buzău. Hoy los dos pueblos están unidos en una localidad de Pietroasele, parte de la comuna de Pietroasele. En el siglo XX, la comuna formaba parte del distrito de Mizil, región de Ploiești. En este artículo, el nombre de la localidad será Pietroasa, porque es el nombre más utilizado en las referencias de la literatura rumana y extranjera relacionadas con el tema del tesoro descubierto aquí. 

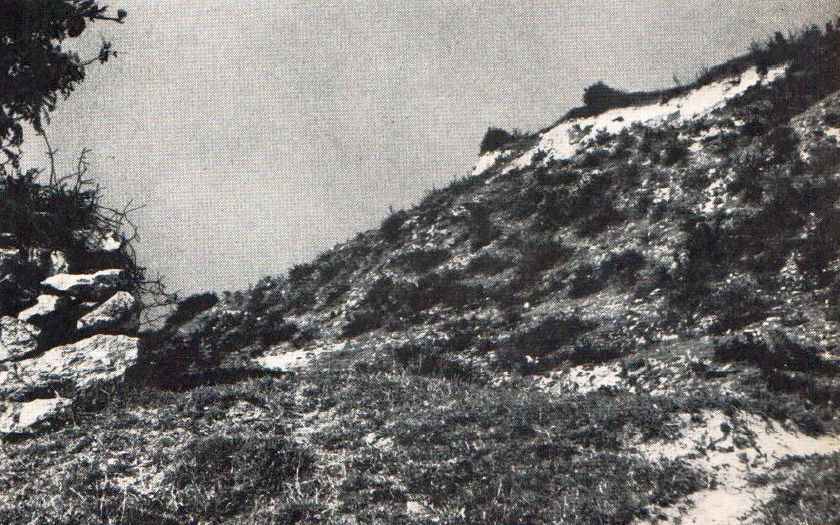
Lugar donde se encontró el tesoro

En la localidad de Pietroasa se encuentra otro yacimiento arqueológico, el de un fuerte romano llamado en la literatura especializada fuerte romano de Pietroasele. El tesoro de Pietroasa se encontró aproximadamente a un kilómetro del castillo, es decir, de la ciudad. El fuerte tiene forma rectangular, con orientación este-oeste, de 124 m de ancho y 158 m de largo. Son visibles los restos del fuerte, formados por muros de piedra construidos con argamasa. Los muros tienen dos metros de espesor y se encuentran en el centro del municipio, debajo de las casas de los residentes o a través de sus patios y vallas. El edificio del antiguo Consejo Popular del municipio, de la época comunista, fue construido antes de la Primera Guerra Mundial y sus cimientos estaban formados por partes de la muralla de la esquina suroeste del fuerte romano. El nivel antiguo se encuentra aproximadamente 1,5 m por debajo del nivel del suelo actual. 

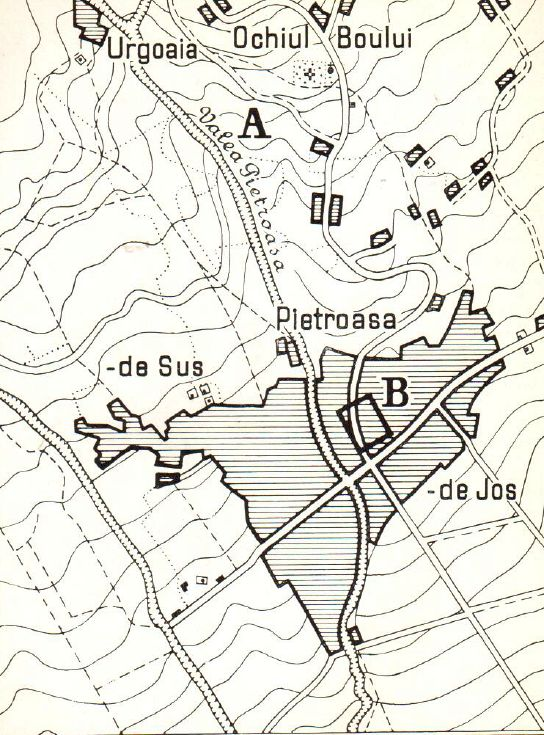
Mapa de la zona. A - Tesoro, B - Castro romano

La fortaleza romana de Pietroasele fue investigada en 1866 por Alexandru Odobescu mediante un procedimiento bastante breve, inspeccionando en algunos puntos el perímetro formado por la muralla original. Odobescu también hizo un plano del castillo, publicado en el tercer volumen de su monografía, Le Trésor de Pétrossa. Al tratarse del último volumen de la obra, los resultados de las pericias que realizó en el lugar fueron presentados de manera muy breve. Según la información que dejó, parece que las excavaciones arrojaron huesos de animales domésticos, cenizas, ladrillos, piedras de construcción, cerámica tosca, armas y herramientas de hierro, fragmentos de vasijas de vidrio, un punzón para huesos, dos pequeños peines para huesos, varios molinillos de piedra, y una moneda de bronce imperial. La moneda estaba muy dañada y tenía la apariencia de una "... era posconstantiniana."

## Datación del tesoro
La atribución del tesoro y su datación se realizó analizando los objetos que lo componen, los detalles técnicos y estilísticos presentes en su realización, así como el estudio de algunas fuentes documentales. 
El punto de partida fue el collar con caracteres rúnicos inscritos. Las runas del collar sugirieron desde el principio la atribución del tesoro a una raza de origen germánico. Este collar es la pieza más importante del tesoro, ya que es el único que tiene una inscripción. Desafortunadamente, las letras no son obvias y no se pueden descifrar fácilmente. 
Al principio se propuso leer las palabras griegas χαίρε χαί πίγε — alegrarse y beber, y luego se descubrió que la inscripción tiene caracteres rúnicos (alemán antiguo) y Alexandru Odobescu propuso leerla así: Guthani ocwi hailag, qué se traduciría por - A Odín - La Escitia (o patria) consagrada. 
Siendo el objeto del tesoro más estudiado debido a su inscripción, la interpretación más cercana del texto "Gutan(e) Iowi hailag " es " a Júpiter de los godos consagrado". Al utilizar la palabra "hailag" (santo), se le dio al collar una dimensión sagrada que puede reflejarse en todo el tesoro. Se sabe que se han descubierto otros collares similares a este, hecho que certifica el valor del collar como signo de estatus social, que se superpone a la vez con la insignia distintiva, insignia, que se utilizaba en el Imperio Romano.Este hecho también se correlaciona con el sistema jerárquico del mundo bárbaro huno o germánico. El collar con la inscripción fue el más afectado por el robo de Pantazescu en 1875. La mayor parte del collar se fundió y se cortó de modo que hoy la inscripción está dividida en dos fragmentos.
A partir del estudio de los objetos que lo componen, los argumentos arqueológicos no convergen hacia una datación uniforme de todas las piezas, ya que cada uno de ellos indica en realidad una fecha posterior, llegando a la conclusión de que el tesoro fue depositado en Pietroasa en algún momento de la mitad del siglo V, es decir, durante el período migratorio de los ostrogodos.Tomadas por separado, cada pieza tiene, en opinión de quienes se citan, un período diferente de fabricación. Como resultado, la vasija enócoe fue fechada a finales del siglo IV o principios del V, la pátera alrededor del año 360, los collares, las fíbulas y las vasijas poligonales, muy probablemente en la primera mitad del siglo V. El aspecto de los objetos del tesoro, que hoy se exponen en el Museo Nacional de Historia de Rumanía, es el resultado de varias restauraciones como consecuencia de las repetidas destrucciones a las que fue sometido el tesoro.
Los broches son una versión más sofisticada de los imperdibles o broches actuales. En la Antigüedad eran objetos decorativos que se utilizaban para sujetar la ropa, teniendo así también una utilidad práctica.Como los del tesoro, a menudo se convertían en auténticas joyas. En el Bajo Imperio Romano, a los rasgos artísticos se unían valores simbólicos como insignias imperiales, formando parte del vestuario ceremonial. En este sentido se pueden ver los retratos imperiales en monumentos o monedas de mediados del siglo IV, donde la clámide imperial estaba sujeta al hombro derecho con una fíbula redonda. Solían adornarse con numerosos colgantes y grandes piedras preciosas. Las fíbulas grande, pequeña y mediana que componen el Tesoro de Pietroasa, son las creaciones más suntuosas de la Antigüedad tardía. Su concepción, realización y forma de llevar, sugieren una fusión de los modelos y valores del mundo bárbaro con los del Bajo Imperio Romano. Si la fíbula grande y la pequeña parecen más propios de una vestimenta masculina, ya que se usan para sujetar el manto en el hombro derecho como accesorio de vestir y también como signo de rango, la de tamaño mediano se usan como un par en cada hombro, en complementos de vestir del traje femenino gótico de la época de las migraciones, siendo este último hecho confirmado por los hallazgos funerarios.
Debido a la calidad de la artesanía, los investigadores se muestran escépticos de que haya sido elaborado por una población indígena. En 1879, cuando se registró uno de los primeros trabajos sobre el tesoro, Isaac Taylor especuló que los objetos eran parte de los botines que los godos obtuvieron como resultado de sus incursiones en las provincias romanas de Moesia y Tracia (el período 238 - 251). Hay otra tesis temprana propuesta por Alexandru Odobescu en 1889, una teoría que Constantin C. Giurescu retomó en 1976. Este identificó a Atanarico, el rey de los visigodos, como el legítimo propietario del tesoro, suponiéndose que lo adquirió en el conflicto que Atanarico tuvo en el año 369 con el emperador romano Valente. El catálogo Goldhelm de 1994 planteó la hipótesis de que los objetos que componen el tesoro también podrían haber sido obsequios que algunos líderes germánicos habrían recibido de los líderes romanos.
En el año 2000 se realizaron estudios sobre el propio oro con el que se elaboraban los objetos del tesoro. Los resultados de los exámenes indicaron al menos tres orígenes geográficos diferentes: los Montes Urales del Sur, Nubia (Sudán) y Persia.Se ha descartado el origen dacio del mineral.  Aunque V. Cojocaru rechazó la hipótesis de que algunos objetos hubieran sido elaborados mediante la fusión de monedas imperiales romanas, B. Constantinescu (2003) llegó a una conclusión diametralmente opuesta.
También se realizaron comparaciones entre las técnicas de fundición y forja, la composición del mineral utilizado y análisis tipológicos previos. El resultado llevó a pensar que el oro que se utilizó para elaborar el collar rúnico puede catalogarse como de origen celtogermánico, ya que no es tan puro como el grecorromano, ni tan aleado como el que compone los objetos policromados germánicos.
Todos estos resultados apoyan la opinión de que al menos una parte del tesoro, incluido el collar con inscripciones, estaba hecho de oro extraído del norte de Dacia. Este hecho indicaría que los objetos estaban en posesión de los godos antes de la migración hacia el sur (ver Cultura Sântana de Mureș-Cerneahov y Cultura Wielbark).Aunque los resultados aportados por los expertos pueden poner en duda la teoría tradicional de que el collar con inscripciones tiene un origen romano-mediterráneo, se necesitan más investigaciones antes de poder identificar el origen del oro con el que se hizo.
Como ocurre con todos los descubrimientos de tesoros de este tipo, la motivación para esconder los objetos en el sitio donde fueron encontrados no está clara, aunque los analistas han hecho varias propuestas. Isaac Taylor explicó que el pozo donde fueron descubiertos habría pertenecido a un templo pagano y que al investigar la inscripción en el collar, todos los objetos formaban parte de una ofrenda.La hipótesis de Taylor fue ignorada, pero a partir de investigaciones posteriores, especialmente de Looijenga, se observó que las piezas del tesoro de Pietroasa tienen un definido carácter ceremonial.Elocuente en este sentido es la vasija pátera que está decorada con figuras de algunas deidades, probablemente germánicas.
Quienes sostienen la tesis de que el tesoro perteneció al rey visigodo Atanarico, no lograron argumentar por qué el tesoro permaneció enterrado, teniendo en cuenta que Atanarico concluyó un tratado con Teodosio I en el año 380, que le permitió trasladarse con las tribus visigodas al sur del Danubio bajo protección romana después de que fueran derrotados por los hunos en el norte del Mar Negro alrededor del año 375.Otros eruditos han sugerido que el tesoro pudo haber pertenecido a un rey ostrogodo. Mircea Rusu planteó la hipótesis de que el rey era Gainnas, un general de origen gótico del ejército romano que fue asesinado por los hunos alrededor del año 400.La propuesta de Rusu explicaría por qué el tesoro permaneció enterrado, pero no explica por qué un tesoro tan valioso fue escondido en un lugar tan común y corriente.

## Consideraciones estilísticas

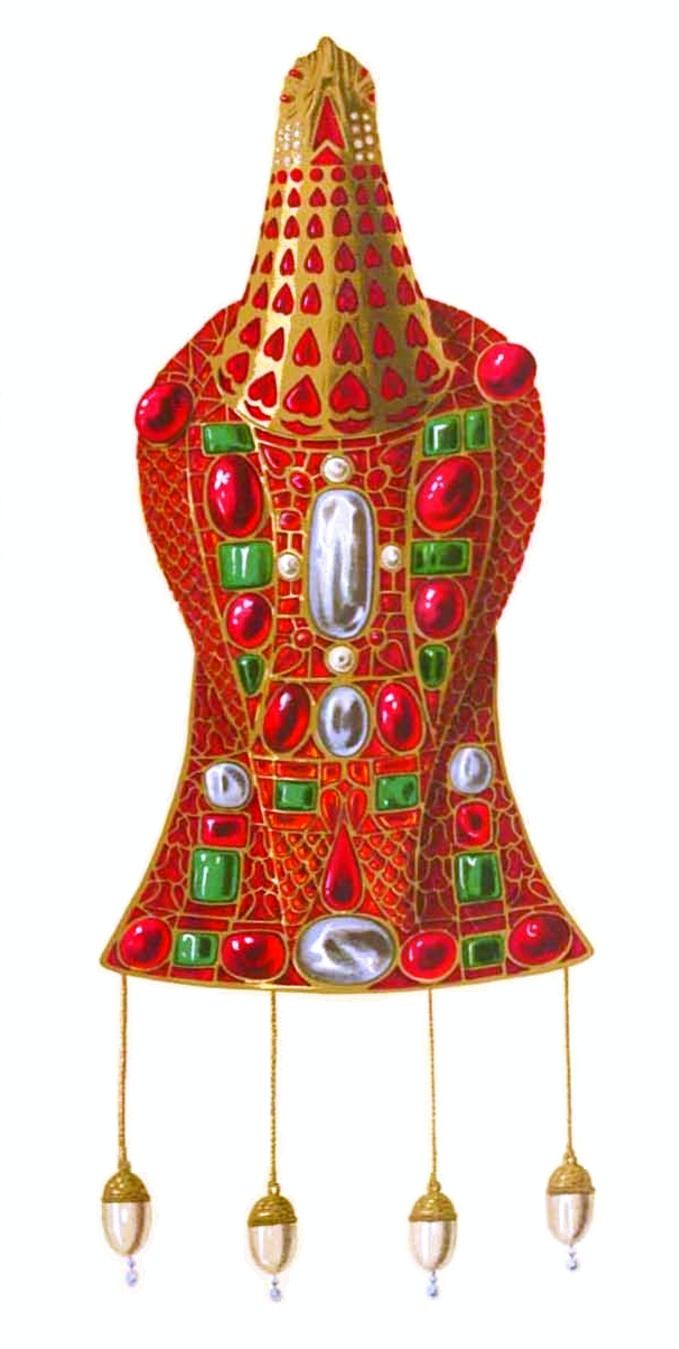
Fíbula grande - reconstrucción estilística de Henric Trenk según Alexandru Odobescu

El tesoro de Pietroasa no sólo destaca por la variedad y complejidad de sus rasgos estilísticos, sino también por ser uno de los mayores depósitos antiguos de oro artísticamente elaborado.Por ello, su estudio fue arduo y difícil. Debido a que los objetos que componen el tesoro pertenecen a la categoría de joyas y son productos de lujo muy raros, los métodos específicos de la arqueología son difíciles de aplicar y ofrecen muy pocas posibilidades comparativas. 
La determinación cronológica de las tradiciones técnicas y estilísticas también depende de la pertenencia de los objetos a la categoría mencionada. La razón es que el oficio de fabricar tales adornos suele transmitirse de padres a hijos, de una generación a otra, durante siglos, lo que impone importantes obstáculos a la hora de fecharlos.El tesoro de Pietroasa es especial en este sentido, ya que las dificultades se vuelven aún mayores debido a su evidente complejidad estilística y su originalidad poco habitual. Excepto el collar sencillo y el collar con inscripciones rúnicas que no tienen un estilo artístico particular, los otros diez objetos se dividen en tres categorías: la primera, vasijas y joyas con decoraciones policromadas, la segunda, la pátera con figuras mitológicas y la en tercer lugar, el plato y la copa enócoe con motivos geométricos.
La primera categoría presenta el mayor número de piezas: cuatro fíbulas, dos vasos poligonales y un collar elipsoidal. Estos objetos obligaron a los investigadores a dirigir su atención a una época y entorno cultural concreto, siendo la policromía del estilo propia del período de migración de los pueblos germánicos.  La técnica preferida era el cloisonné, conocido desde la antigüedad en Oriente. También apareció en la India en la civilización del III milenio a. C. de Mohenjo-daro y las tribus escitas, así como de los iraníes del Cáucaso meridional, en el siglo VI a. C. La técnica del cloisonné se ha practicado siempre en Oriente, con una importante difusión a partir de la época helenística, desde el momento en que los griegos entraron en Asia. El lujo de los materiales y los efectos cromáticos vencieron la sobriedad, el buen gusto y la mesura del arte clásico. 

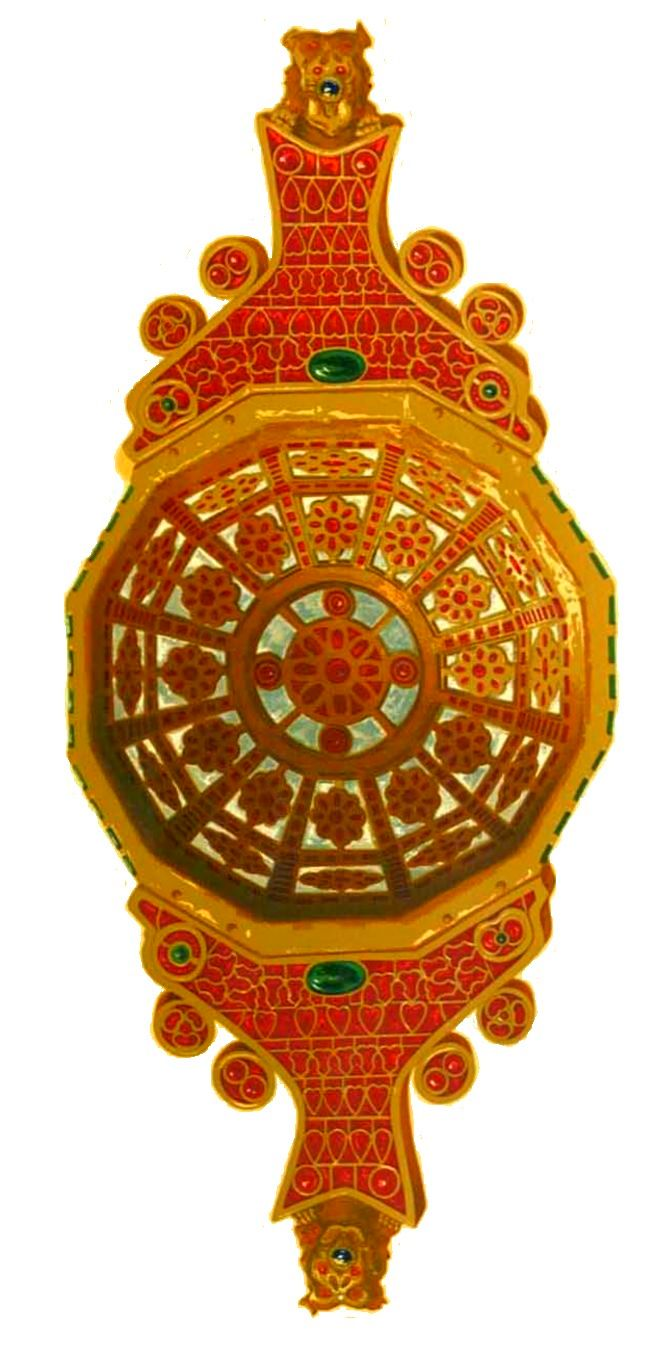
Vaso dodecagonal: reconstrucción estilística de Henric Trenk según Alexandru Odobescu

En el norte del Mar Negro, los descendientes de los escitas, los sármatas, mantenían estrechos vínculos con el Lejano Oriente y con Irán, apreciando las joyas con incrustaciones de piedras de colores. En los talleres situados en la costa del mar también se mantenían conexiones con los centros grecorromanos situados en el sur.
Con tradición local escito-sármata y con la tradición grecorromana clásica, se adoptó el nuevo estilo de policromía. Así, si en el siglo IV d. C. se adoptó en Bizancio el estilo policromado procedente de los persas, ya era conocido en las localidades septentrionales del Ponto Euxino.Hay pruebas de que los godos, que se asentaron en los alrededores, aprendieron el oficio en estos talleres del norte. El estilo policromado rápidamente se convirtió en un elemento característico de los pueblos germánicos, para luego extenderse por toda Europa a través de su migración hacia Occidente.
De la primera categoría de objetos del Tesoro de Pietroasa destacan las vasijas poligonales con incrustaciones de piedras de colores.Las piedras tenían diferentes colores, eran de finas a planas y ocupaban la mayor parte de las paredes laterales de las vasijas. Similar a ellos es el collar elipsoidal y las fíbulas que quedan del tesoro. Los efectos de policromía se lograron combinando dos procesos técnicos que se utilizaron simultáneamente: incrustar piedras en cavidades soldadas directamente a la placa e incrustar en espacios especialmente perforados, siendo las piedras en forma de cabujón o planas, dispuestas de forma compacta. 
Para la datación de los objetos del tesoro intervienen dos elementos: la policromía que presentan y el origen de las formas que presentan.Como ya señalaron los especialistas, para las cuatro fíbulas y para los vasos poligonales, existen analogías que los sitúan en los siglos III y IV. En consecuencia, para ellos la cronología se sitúa entre el año 300 y 400.

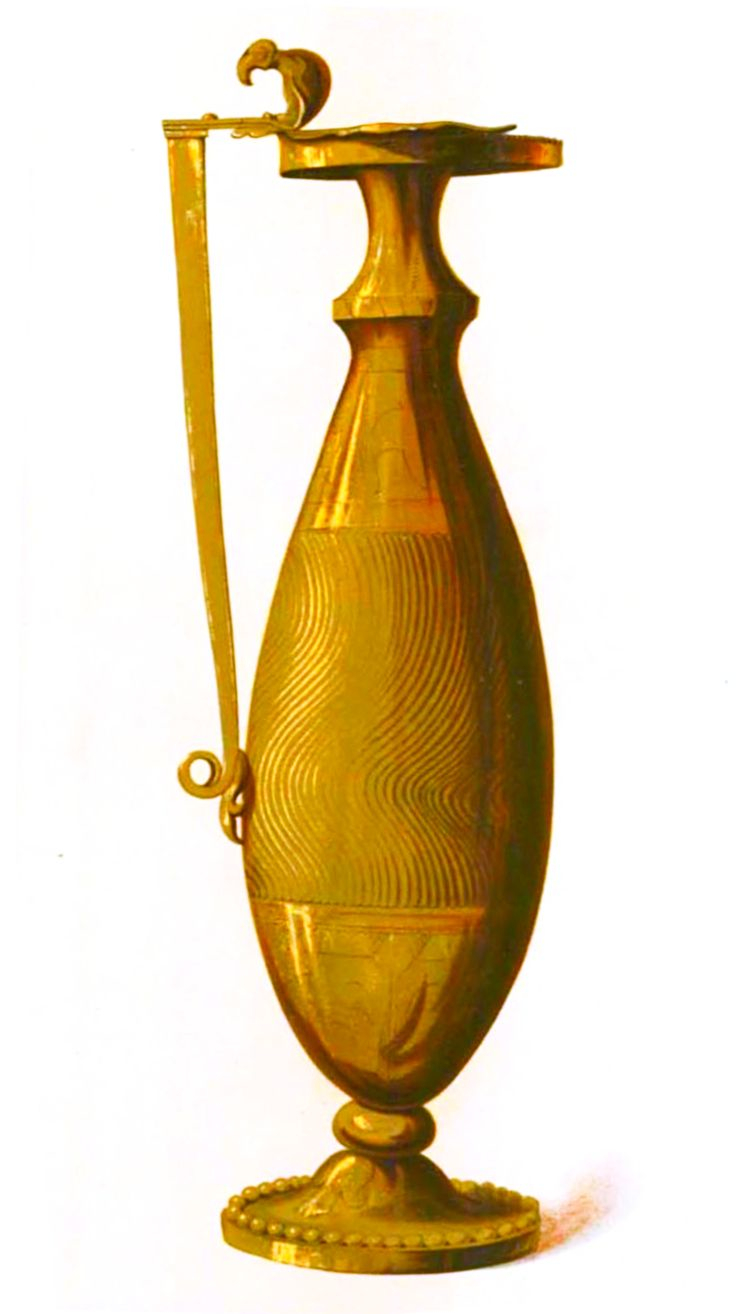

Un detalle importante es el de los colgantes con cadenas tejidas con fino hilo de oro. Hacen una referencia estilística a prototipos clásicos.Por su excelente ejecución, recuerdan la época helenística de los pendientes colgantes. De esta forma se deduce un indicio de que los objetos de Pietroasa fueron elaborados hasta los años de la invasión de los hunos, porque los artesanos habían conservado hasta entonces la tradición más refinada del arte grecorromano.